# Ernie Carson
Ernie Carson (4. prosince 1937 Portland, Oregon, USA – 9. ledna 2012 tamtéž) byl americký kornetista, klavírista a zpěvák. Na škole hrál na trubku se skupinou Castle Jazz Band. Později spolupracoval s mnoha umělci, mezi které patří i Dave Wierbach, Jig Adams, Ray Bauduc nebo Turk Murphy.